# Zakrzówek (gromada w powiecie radomszczańskim)
Zakrzówek – dawna gromada, czyli najmniejsza jednostka podziału terytorialnego Polskiej Rzeczypospolitej Ludowej w latach 1954–1972.
Gromady, z gromadzkimi radami narodowymi (GRN) jako organami władzy najniższego stopnia na wsi, funkcjonowały od reformy reorganizującej administrację wiejską przeprowadzonej jesienią 1954 do momentu ich zniesienia z dniem 1 stycznia 1973, tym samym wypierając organizację gminną w latach 1954–1972.
Gromadę Zakrzówek siedzibą GRN w Zakrzówku (obecnie w granicach Radomska) utworzono – jako jedną z 8759 gromad na obszarze Polski – w powiecie radomszczańskim w woj. łódzkim, na mocy uchwały nr 36/54 WRN w Łodzi z dnia 4 października 1954. W skład jednostki weszły obszary dotychczasowych gromad Zakrzówek, Wymysłówek, Bobry, Folwarki i Sucha Wieś ze zniesionej gminy Radomsk oraz obszar dotychczasowej gromady Dąbrówka ze zniesionej gminy Ładzice w tymże powiecie. Dla gromady ustalono 27 członków gromadzkiej rady narodowej.
1 stycznia 1958 do gromady Zakrzówek przyłączono wieś Szczepocice i osadę młyńską Szczepocice (z byłej gminy Ładzice) oraz wieś Szczepocice (z byłej gminy Radomsk) ze zniesionej gromady Łęg.
Gromada przetrwała do końca 1972 roku, czyli do kolejnej reformy gminnej.